# Monodactylus kottelati
Monodactylus kottelati is een straalvinnige vissensoort uit de familie van zilverbladvissen (Monodactylidae). De wetenschappelijke naam van de soort is voor het eerst geldig gepubliceerd in 1991 door Pethiyagoda.